# Steinbühl (Nürnberg)
Steinbühl ist ein Stadtteil der kreisfreien Stadt Nürnberg, der Name der Gemarkung 3469 und des Statistischen Bezirks 16 im Weiteren Innenstadtgürtel Süd.

## Lage
Im Norden wird Steinbühl von der Eisenbahn begrenzt, im Osten von der Tafelfeldstraße und im Westen vom Frankenschnellweg. Der statistische Bezirk 16 wird von  Tafelhof im Norden, Galgenhof im Osten, vom Bezirk Gugelstraße und Gibitzenhof im Süden und Sandreuth im Westen eingerahmt.
Distrikte des Bezirks Steinbühl
- 160 – Steinbühl Nordost (Wiesenstr.)
- 161 – Steinbühl Nordwest (An den Rampen)
- 162 – Steinbühl Südwest (Leibnizstr.)
- 163 – Steinbühl Südost (Schwannstr.)

Die Gemarkung Steinbühl umfasst auch Teile der Bezirke Tafelhof, Galgenhof und Gugelstraße.

## Geschichte

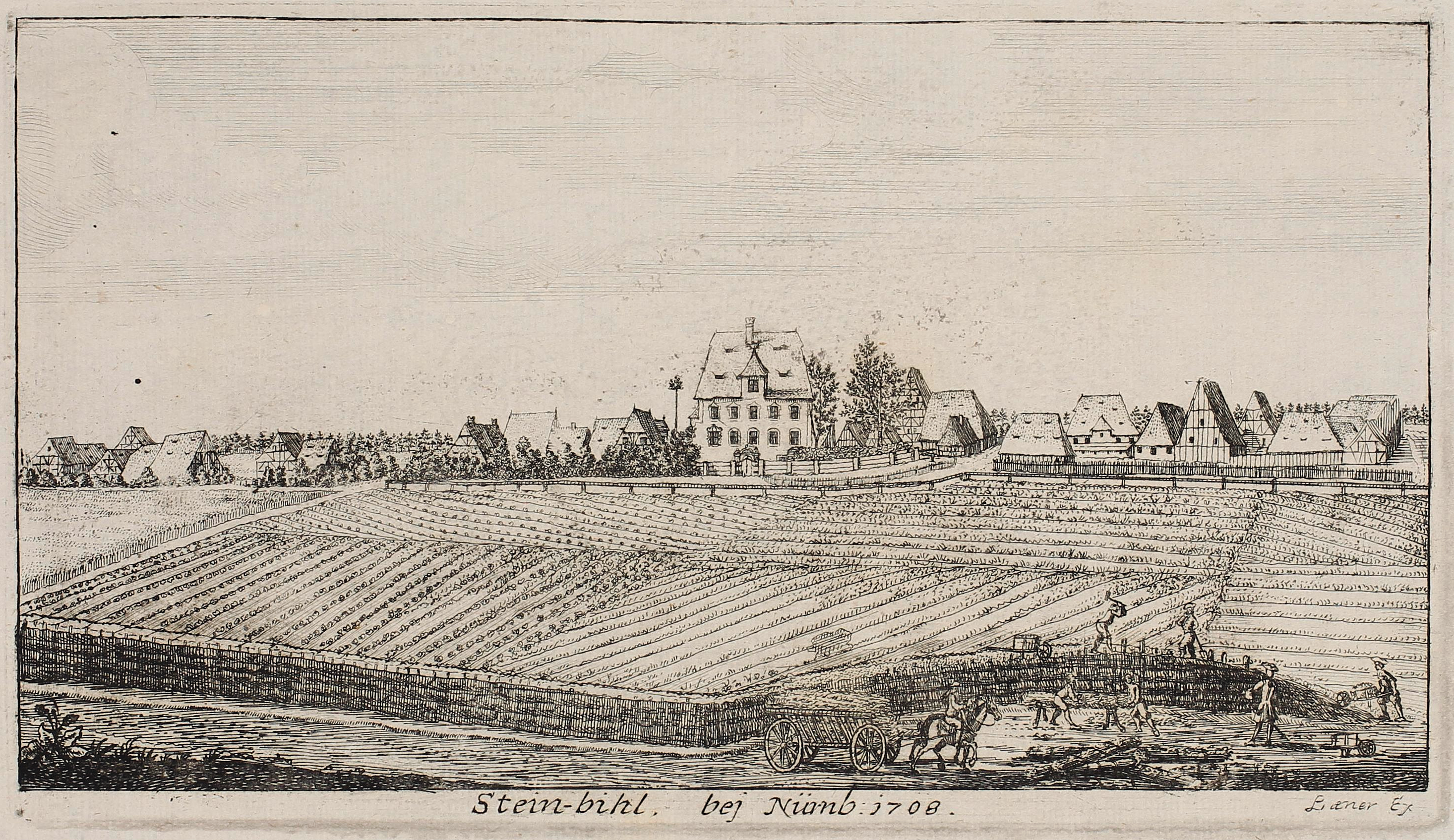
Steinbühl, 1708

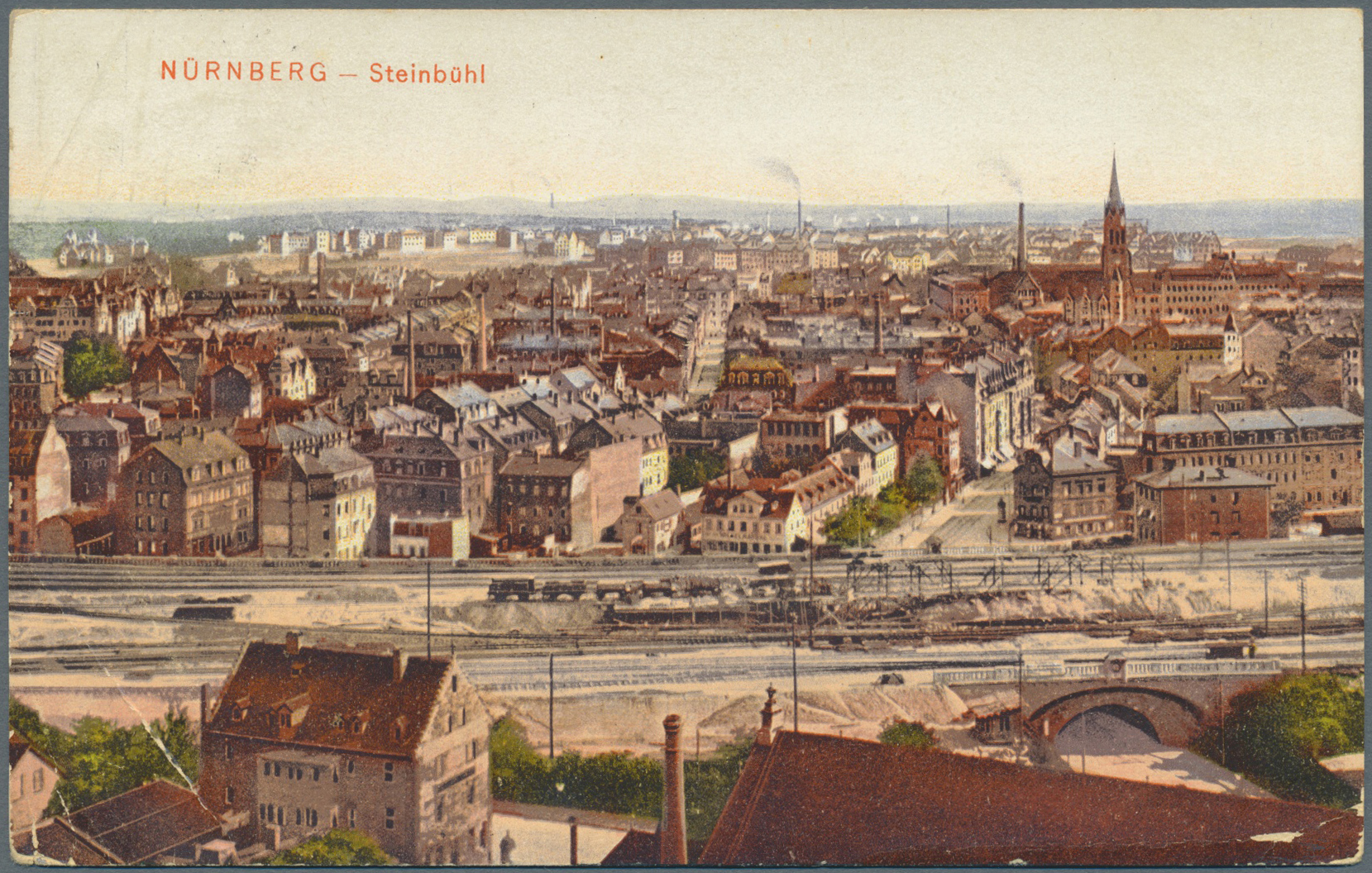
Blick vom Opernhaus nach Steinbühl, um 1900

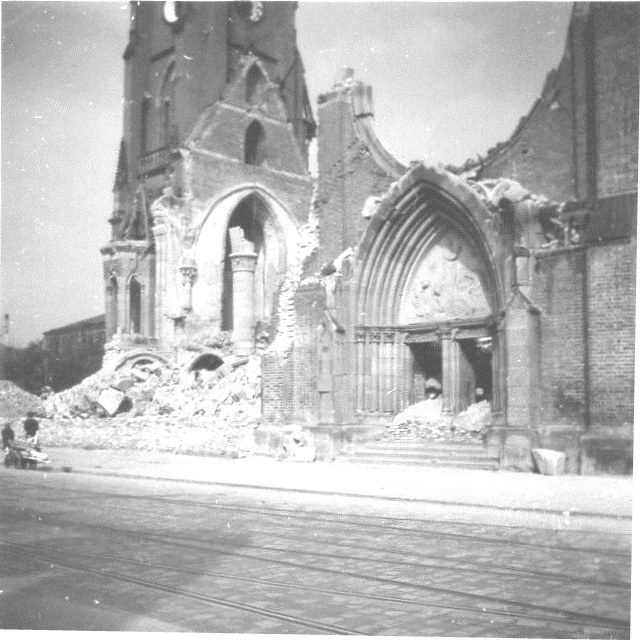
Ruine der Christuskirche, 1945

Der Name Steinbühl leitet sich ab von Bühl für Hügel und einem möglicherweise darauf erbauten Sitz der Herren von Stein (Breitenstein) aus dem 13. Jahrhundert. Möglicherweise besaß die Patrizierfamilie Pfinzing um 1330 den Ort. Ein ummauertes Herrenhaus wurde wohl erst gegen 1517 erbaut, als Sebald Gartner der Stadt das Öffnungsrecht im Kriegsfall einräumte. Seit 1548 gehörte der Sitz häufig wechselnden Nürnberger Familien, Lehnsherren blieben aber noch länger die Herren von Breitenstein, bis sie 1608 wegen Überschuldung ihre sämtlichen Lehen an den Nürnberger Rat veräußerten (und 1666 ausstarben). Von 1689 bis 1804 gehörte das Gut der Kaufmannsfamilie Weller. In den späten 1680er Jahren lebte die aus Österreich emigrierte Dichterin Catharina Regina von Greiffenberg im Obergeschoss des Herrenhauses, während im Erdgeschoss die Schule untergebracht war. Der in der Wiesenstraße 19 gelegene, zuletzt sehr heruntergekommene Herrensitz wurde 1945 zerstört. Ob daneben noch ein zweiter Herrensitz im Bereich Wiesenstraße/Heynestraße 14 existierte, der im 18. Jahrhundert verschwand, ist fraglich.
Gegen Ende des 18. Jahrhunderts gab es in Steinbühl 35 Anwesen. Das Hochgericht übte die Reichsstadt Nürnberg aus, was aber vom brandenburg-ansbachischen Oberamt Schwabach bestritten wurde. Grundherren waren die Deutschordenskommende Nürnberg (6 Häuser); die Reichsstadt Nürnberg: Mendelsche Zwölfbrüderstiftung (5 Häuser), Peter-und-Paul-Stiftung (1 Haus); Nürnberger Eigenherren von Behaim (3 Häuser), von Fürer (1 Schlösslein, 1 Bleistiftfabrik, 2 Schankstätten, 1 Badhaus, 6 Häuser), von Haller (4 Häuser), von Harsdorf (2 Häuser), von Holzschuher (1 Gütlein), von Kreß (1 Haus), von Peller (1 Haus), von Petz (1 Haus).
1796 ging Steinbühl an Preußen, 1806 an Bayern. Von 1797 bis 1808 unterstand der Ort dem Justiz- und Kammeramt Schwabach. Im Rahmen des Gemeindeedikts wurde 1808 der Steuerdistrikt Steinbühl gebildet, zu der Tafelhof gehörte. Im selben Jahr entstand die Ruralgemeinde Steinbühl, die deckungsgleich mit dem Steuerdistrikt war. Sie war in Verwaltung und Gerichtsbarkeit dem Landgericht Nürnberg zugeordnet und in der Finanzverwaltung dem Rentamt Fürth. In der freiwilligen Gerichtsbarkeit unterstanden 11 Anwesen von 1822 bis 1836 dem Patrimonialgericht (PG) Haimendorf, 3 Anwesen von 1823 bis 1835 dem PG Leyh und 1 Anwesen von 1823 bis 1836 dem PG Nemsdorf. 1825 wurde Tafelhof nach Nürnberg eingegliedert. Ab 1862 gehörte Steinbühl zum Bezirksamt Nürnberg. Die Gerichtsbarkeit liegt seit 1880 beim Amtsgericht Nürnberg. Die Finanzverwaltung wurde 1865 vom Rentamt Nürnberg übernommen (1920 in Finanzamt Nürnberg umbenannt). Am 1. Januar 1865 wurde Steinbühl nach Nürnberg eingemeindet.
Ab 1889 entstanden die großen Fabrikanlagen an der Landgraben-, Gugel- und Humboldtstraße. Um 1893/94 wurde die Christuskirche erbaut. Durch die starken Zerstörungen Steinbühls im Zweiten Weltkrieg sind nur Teile der alten Gebäude der Gründerzeit erhalten geblieben. Auch das Steinbühler Schlösschen wurde bei den Bombenangriffen Anfang 1945 zerstört.

### Baudenkmäler

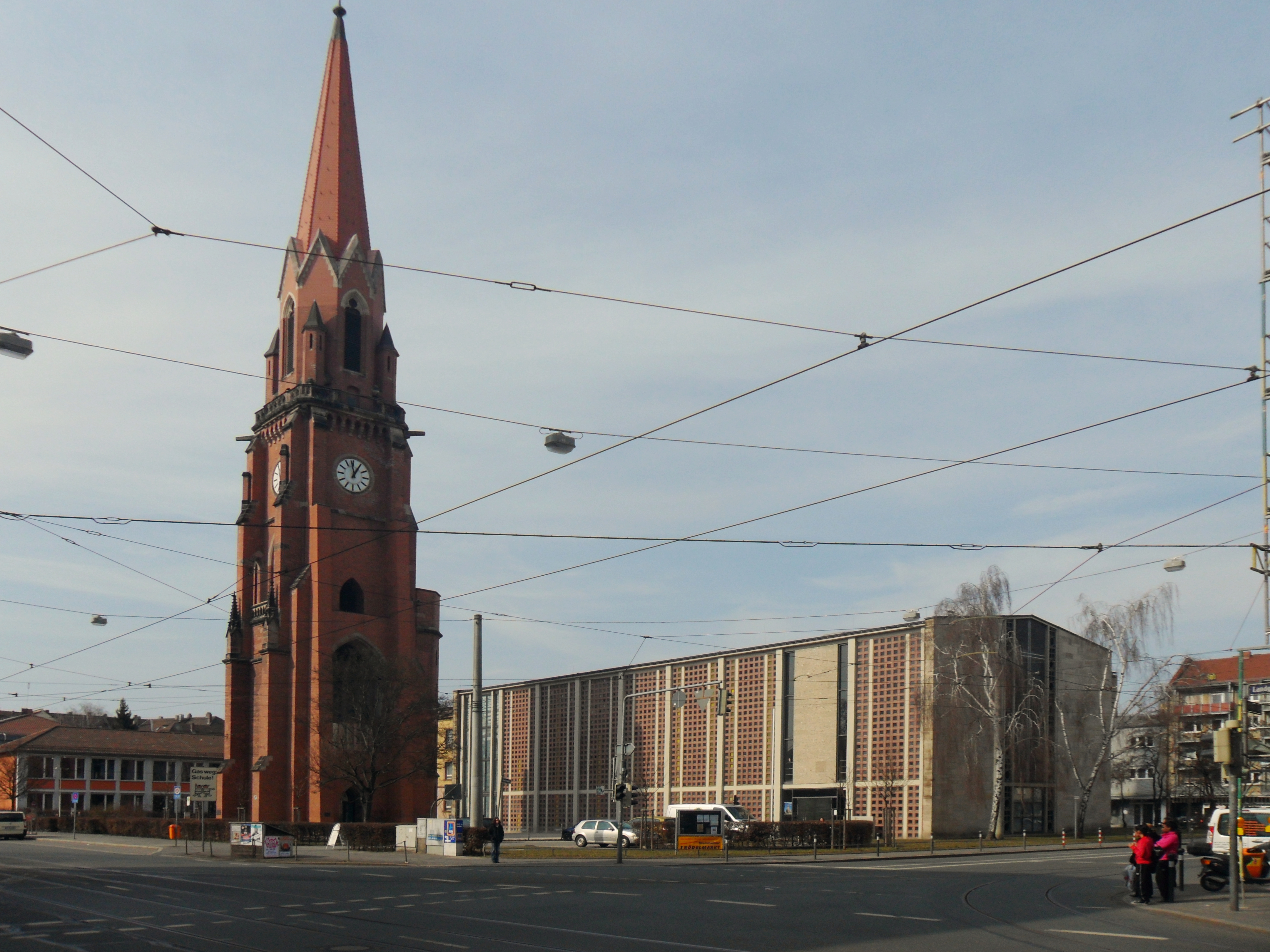
Christuskirche, 2011

- Eisenbahnbrücke über den Ludwig-Donau-Main-Kanal
- Kopfbau des ehemaligen Zählerwerkes der Siemens-Schuckert-Werke
- Evangelisch-lutherische Pfarrkirche (Christuskirche)
- Ehemaliges evangelisch-lutherisches Pfarrhaus Steinbühl, jetzt Mietshaus

### Einwohnerentwicklung
Gemeinde Steinbühl
| Jahr      | 1818   | 1824  |
| Einwohner | 1028   | 997   |
| Häuser    | 103    | 62    |
| Quelle    | [ 13 ] | [ 8 ] |

Ort Steinbühl
| Jahr      | 1818   | 1824  | 1840   | 1852   | 1855   | 1861   | 1871   | 1885   |
| Einwohner | 569    | 535   | 646    | 845    | 928    | 1091   | 2405   | 6641   |
| Häuser    | 54     | 36    | 66     |        |        |        |        | 370    |
| Quelle    | [ 13 ] | [ 8 ] | [ 14 ] | [ 15 ] | [ 15 ] | [ 16 ] | [ 17 ] | [ 18 ] |

## Schulen
- Melanchthonschulhaus (erbaut 1898–1900)
- Schulhaus in der Wiesenstraße (erbaut 1876)

## Religion
Der Ort ist seit der Reformation evangelisch-lutherisch geprägt und war ursprünglich nach St. Lorenz (Nürnberg) gepfarrt, seit Ende des 19. Jahrhunderts ist die Pfarrei Christuskirche zuständig. Die Einwohner römisch-katholischer Konfession sind nach St. Ludwig gepfarrt.